# Le Selve
Le Selve is een plaats (frazione) in de Italiaanse gemeente Agosta.